# Topicitat
La topicitat és la relació estereoquímica entre àtoms o grups idèntics en relació amb la resta de l'estructura de la molècula de la qual formen part.
Segons aquesta relació hi ha dos tipus de grups, homotòpics i heterotòpics, i aquests darrers es divideixen en enantiotòpics, diastereotòpics. Aquest concepte permet, per exemple, predir si els àtoms en qüestió tenen el mateix desplaçament químic en la ressonància magnètica nuclear (RMN), o si es comportaran de manera similar respecte a un reactiu quiral. És un terme que fou introduït el 1967 per Kurt M. Mislow (1923–2017) i Morton Raban (1940–2020) i que està format topic– que prové del llatí topĭcus, -a, -um, i aquest, del grec τοπικός topikós «local», i del sufix –at, que ve del llatí –tas, –tatis, que significa «qualitat de».

## Grups homotòpics

Bromur de metil.

Els àtoms o grups d'una molècula que estan relacionats per un eix de rotació de n vegades (n = 2, 3, etc.) s'anomenen homotòpics. Per exemple, la rotació del bromometà al voltant de l'eix C—Br té un eix de rotació triple. En el cas dels protons, per distingir si són equivalents es pot realitzar mitjançant una prova de substitució. Substituir un protó amb deuteri i després substituir l'altre protó amb deuteri donarà lloc a dues estructures noves. La relació entre les dues estructures determinarà l'equivalència o no equivalència dels dos protons originals. Si la substitució per deuteri condueix a la mateixa estructura, aleshores aquests protons són homotòpics. Els protons homotòpics (o altres nuclis actius per RMN) són sempre equivalents i donaran un senyal a l'espectre de RMN.

## Grups heterotòpics
Si els grups o àtoms idèntics es troben en entorns no equivalents, són heterotòpics. Els àtoms heterotòpics tenen un desplaçament químic diferent i no són equivalents al desplaçament químic.

### Grups enantiotòpics

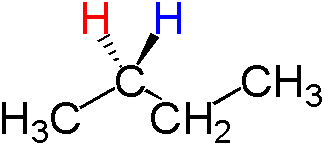
Hidrògens enantiotòpics.

Els grups o àtoms heterotòpics que durant la substitució donen una parella d'enantiòmers s'anomenen enantiotòpics. La substitució de protons enantiotòpics per deuteri condueix a la formació d'una parella d'enantiòmers. Els protons enantiotòpics semblen ser equivalents (i normalment donaran un senyal a la RMN), però es poden convertir en no equivalents col·locant la molècula en un entorn quiral (reactiu de resolució quiral).

### Grups diastereotòpics

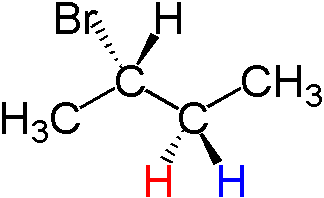
Hidrògens diastereotòpics.

Els grups diastereotòpics són aquells àtoms o grups heterotòpics que durant la substitució donen lloc a una parella de diastereòmers. Quan la substitució de dos àtoms H amb deuteri o un altre àtom/grup (és a dir, desimetrització) forma diastereòmers, aquests dos àtoms H no són equivalents i donen dos senyals a l'espectre de RMN.